# Municipio de Bragg
El municipio de Bragg (en inglés: Bragg Township) es un municipio ubicado en el condado de Ouachita en el estado estadounidense de Arkansas. En el año 2010 tenía una población de 465 habitantes y una densidad poblacional de 5,76 personas por km².

## Geografía
El municipio de Bragg se encuentra ubicado en las coordenadas 33°36′1″N 92°57′33″O / 33.60028, -92.95917. Según la Oficina del Censo de los Estados Unidos, el municipio tiene una superficie total de 80.7 km², de la cual 80,32 km² corresponden a tierra firme y (0,47 %) 0,38 km² es agua.

## Demografía
Según el censo de 2010, había 465 personas residiendo en el municipio de Bragg. La densidad de población era de 5,76 hab./km². De los 465 habitantes, el municipio de Bragg estaba compuesto por el 52,26 % blancos, el 46,02 % eran afroamericanos, el 1,08 % eran de otras razas y el 0,65 % eran de una mezcla de razas. Del total de la población el 1,08 % eran hispanos o latinos de cualquier raza.